# Мордвинов, Николай Семёнович
Граф (с 25 июня 1834) Никола́й Семёнович Мордви́нов (1 [12] мая 1755, Санкт-Петербург — 30 марта [11 апреля] 1845, там же) — русский военно-морской и государственный деятель, сын адмирала С. И. Мордвинова, один из организаторов Черноморского флота, председатель Черноморского адмиралтейского правления (1792–1799), первый морской министр Российской империи (с сентября по декабрь 1802), председатель Вольного экономического общества (1823–1840), англоман, владелец Новониколаевки в Байдарской долине и усадьбы Мордвиново. Сенатор (1802).
Видный сторонник протекционизма, автор значимых трудов по экономике, финансовой политике, сельскому хозяйству, банковскому делу. Поклонник английской политической системы, Н. С. Мордвинов имел репутацию самого либерального человека в царском правительстве и пользовался большим авторитетом среди декабристов. Наравне со Михаилом Сперанским, в случае успеха восстания, декабристы рассчитывали ввести в состав Временного правительства Н. С. Мордвинова. «Мордвинов заключает в себе одном всю русскую оппозицию», — писал о нём Александр Пушкин.

## Карьера во флоте
Наиболее известный представитель дворянского рода Мордвиновых, сын адмирала Семёна Ивановича и его второй жены Натальи Ивановны, урождённой Еремеевой.
Родился в Петербурге 1 мая 1755 года, а не в апреле 1754 года, как это считается; крещён 4 мая 1755 года в Андреевской церкви на Васильевском острове (ЦГИА СПб. ф.19. оп.111. д.39-1 л.98 запись № 2). Восприемниками были: «Морскаго флота вице адмирал Яков Савич Барш да Генерала и Ковалера Александра Л[ь]вовича Нарышкина жена ево вдова Елена Александровна» (урождённая Апраксина).

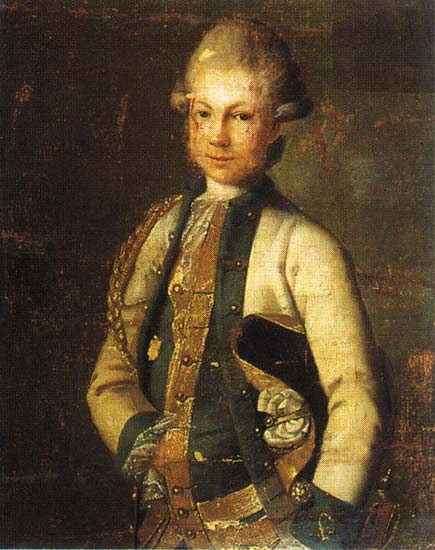
Юный Мордвинов на портрете Христинека, 1771

Около 10 лет от роду был взят Екатериной II во дворец для совместного воспитания с великим князем Павлом Петровичем, но уже в 1766 году отдан отцом на службу во флот гардемарином и через два года был произведён в мичманы. В 1774 году послан для усовершенствования в морском искусстве в Англию, где пробыл 3 года, познакомился с её бытом и воспитал в себе симпатии к её учреждениям.
С производством в капитаны 2-го ранга назначен командиром линейного корабля «Св. Георгий Победоносец» (1781), через год принял новый 74-пушечный корабль «Царь Константин», с которым в 1783 году совершил плавание по Средиземному морю. В порту Ливорно женился на англичанке Генриетте Коблей, которую привёз с собой в Россию.
Во время второй турецкой войны, в 1787 году, командуя Севастопольской эскадрой, возглавлял осаду Очакова с моря. В 1790 году, вследствие размолвки с начальствовавшими в краю лицами, главным образом с Потёмкиным, оставил службу.
В 1792 году он занял место председателя Черноморского адмиралтейского правления. На этом посту он вступил в борьбу с другим известным администратором Новороссии, Дерибасом, продолжавшуюся и в следующее царствование.
Был награждён 24 ноября 1792 года орденом Св. Александра Невского.
При вступлении на престол Павла Мордвинову было пожаловано имение с 1000 душ крестьян; 23 сентября 1797 года он был произведён в чин адмирала. Но затем был предан суду и уволен (ещё до приговора) в отставку. Большую часть павловского царствования он оставался без службы и лишь в конце был назначен членом Адмиралтейской коллегии.

## В правительстве Александра I
Воцарение Александра открыло широкое поприще для кипучей государственной деятельности Мордвинова, обратившего на себя внимание либерализмом своих взглядов. Особенно сильное впечатление произвело поданное им довольно смелое по тогдашним понятиям мнение по делу об эмбенских водах.

Известный своими добрыми намерениями, обширными сведениями, живым воображением и притязанием на прямодушие, Николай Семёнович Мордвинов более нежели когда кипел в это время проектами. Он почитался нашим Сократом, Цицероном, Катоном и Сенекой. Политический сей мечтатель, с превыспренними идеями, с ложными понятиями о России и её пользах, должен был естественным образом сойтись в мыслях с молодыми законодателями. К тому же и он был женат на англичанке Кобле, говорил и жил совершенно по-английски. Он вообразил себе, что у нас подлинно парламент; мнения, им подаваемые, были столь смелы, что через два года после Павла показались даже мятежными.— Ф. Ф. Вигель
Мордвинов привлекался в эту пору к обсуждению важнейших государственных вопросов в Совещательном комитете, а с образованием в 1802 году министерств занял пост министра морских сил, на котором оставался только три месяца, так как, убедившись в преобладающем влиянии на императора своего помощника Чичагова, отказался от управления министерством (остался членом комитета для улучшения флота). Популярность его в обществе наглядно сказалась в выборе его московским дворянством в 1806 году предводителем московского ополчения, хотя он не был в то время даже дворянином Московской губернии.
Первым громким успехом Мордвинова, сделавшим его имя известным в обществе, стал разбор дела графа Кутайсова в Непременном совете. Граф Кутайсов — захваченный в плен турок, был подарен Екатериной II своему сыну — цесаревичу Павлу, который стал мальчику крёстным отцом. В царствование Павла Кутайсов сделал блестящую карьеру, но вызывал в обществе неприязнь и зависть как фаворит государя. Император щедро одаривал его: чинами, графским достоинством, имениями, в том числе, доходными рыбными ловлями на Каспийском море. По смерти Павла, бывший хозяин ловлей, фельдмаршал Салтыков просил нового государя, императора Александра I, вернуть отобранную у него в своё время частную собственность. Непременный совет собирался удовлетворить это требование. Однако Мордвинов высказался резко против, утверждая, что «закон собственности непоколебим». Он предлагал или оставить эти земли у Кутайсова, или выставить их, в случае невозможности такого решения вопроса, для продажи, выступая также и противником общественного пользования, общественной собственности. Однако вопрос этот был решён все же в пользу общественного пользования, а фельдмаршала Салтыкова Непременный совет вознаградил в итоге другими землями.
Авторитет адмирала в правительственных сферах вновь вырос с возвышением Сперанского, с которым его сблизила общность взглядов по многим вопросам и для которого он сделался помощником в составлении плана новой системы финансов. С учреждением Государственного совета Мордвинов был назначен его членом и председателем департамента государственной экономии, но последовавшая вскоре ссылка Сперанского на время пошатнула и его положение: он вышел в отставку и уехал в Пензенскую губернию, в село Столыпино, и хотя уже в 1813 году вернулся в Петербург, но прежнее место в Государственном совете занял только в 1816 году. Выйдя через два года вновь в отставку, он два года пробыл за границей, по возвращении в 1822 году был назначен председателем департамента гражданских и духовных дел Государственного совета (до 1838); вместе с тем он был членом Финансового комитета и комитета министров, и эти же должности сохранял за собою и в царствование императора Николая.
В 1823 году был награждён высшим российским орденом Св. Андрея Первозванного.

## Николаевское царствование

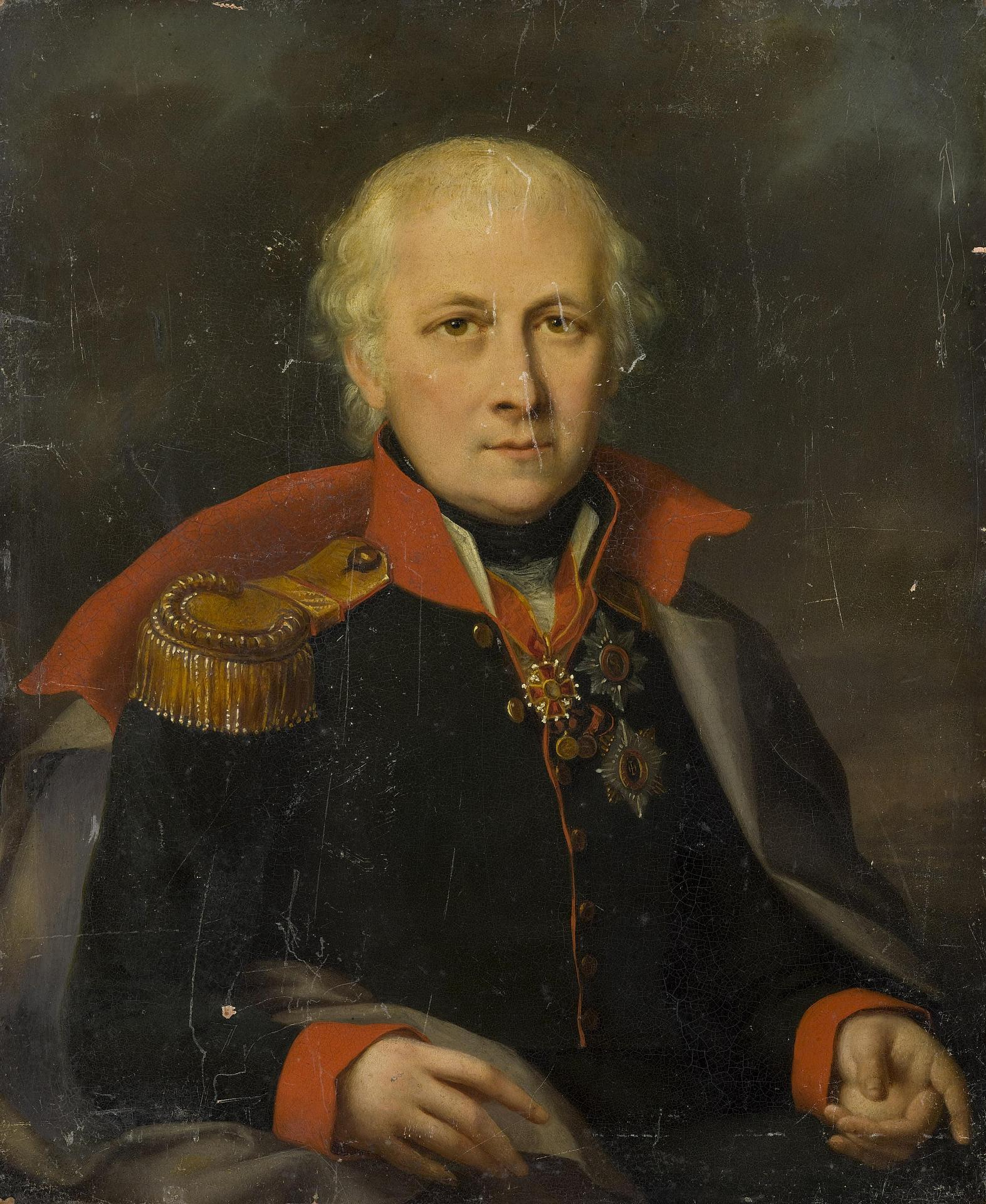
Портрет Николая Мордвинова, 1820-е

Мордвинов устроил на службу в Российско-американскую компанию К. Рылеева, который прославлял его в оде «Гражданское мужество» как «один из столпов отечества»:
Но нам ли унывать душой,

Когда ещё в стране родной,

Один из дивных исполинов

Екатерины славных дней,

Средь сонма избранных мужей

В совете бодрствует Мордвинов?
В 1823 году он был избран председателем Вольно-экономического общества и сохранял это звание до 1840 года. В вопросах социально-экономической политики выступал за развитие промышленности, внедрение научно-технических достижений, финансово-кредитную активную поддержку отечественных предпринимателей, постепенную ликвидацию крепостной зависимости путём выкупа крестьянами личной свободы без земли. Поклонник английского быта, он ратовал за политическую свободу, но думал утвердить её в России путём создания богатой аристократии, при помощи раздачи дворянам казённых имений и предоставления этой аристократии политических прав.
«Партия Мордвинова, — писал Бенкендорф, — опасна тем, что её пароль — спасение России».
Как противник аракчеевщины и известный либерал Мордвинов предполагался декабристами в состав высшего органа управления государством. Единственный из членов Верховного уголовного суда в 1826 году отказался подписать смертный приговор декабристам.
По предложению А. С. Шишкова 12 января 1829 года он был избран членом Российской академии. В 1831 году получил знак отличия беспорочной службы за L лет. В 1834 году он был возведён в графское достоинство. В 1837—1838 годах выступал оппонентом министра финансов Канкрина, предлагая свой вариант проведения реформы денежной системы России.
Постигший его в 1840 году нервный удар явился началом болезни, сведшей через пять лет 90-летнего старца в могилу. Надгробный камень сохранился на Лазаревском кладбище Александро-Невской лавры (III уч., Ломоносовская дорожка).

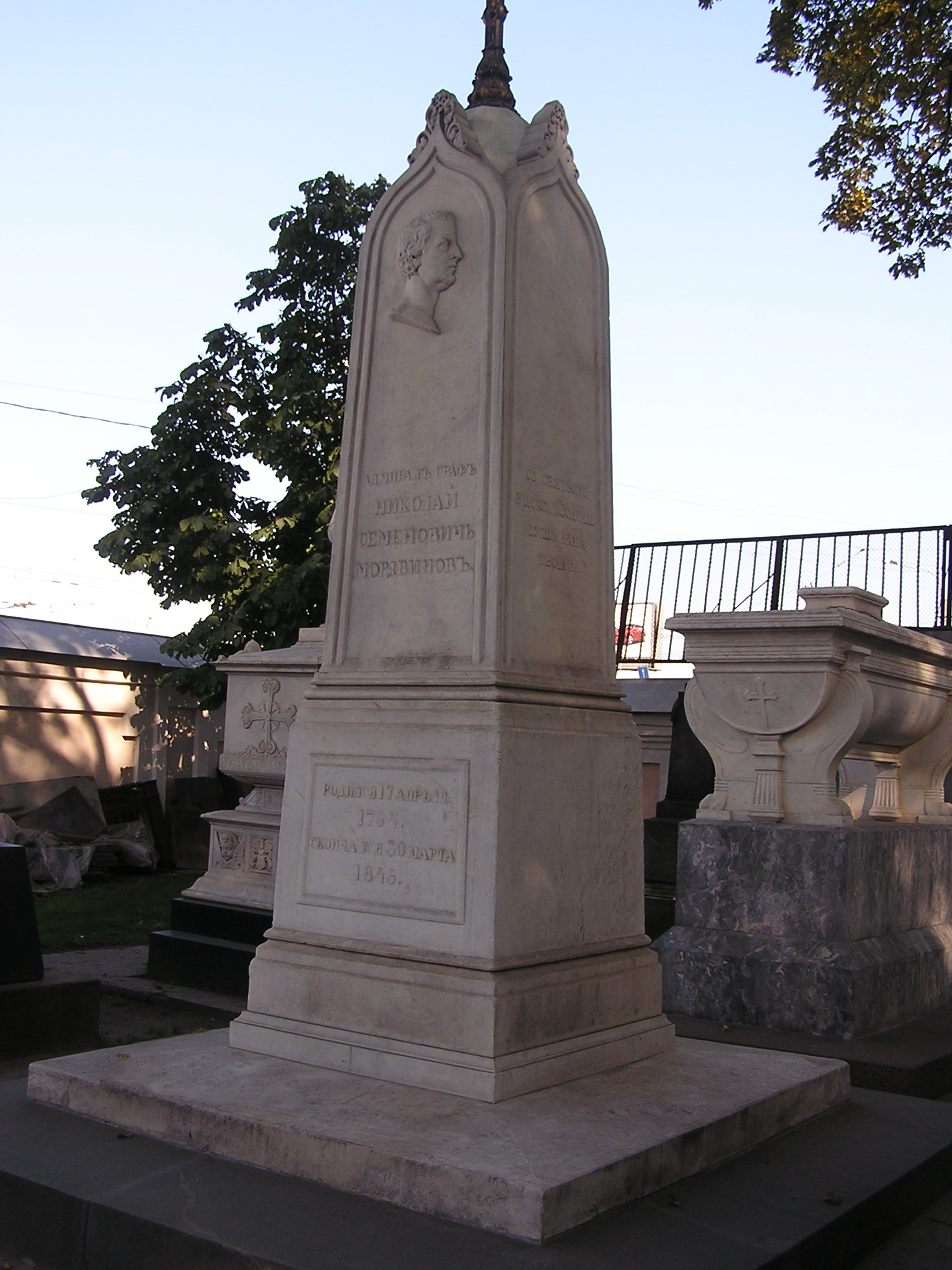
Могила Н. С. Мордвинова на Лазаревском кладбище

## Художественные вкусы
Генрих фон Реймерс считал коллекцию живописи адмирала Николая Сёменовича Мордвинова «классическим собранием превосходных картин лучших мастеров, преимущественно четырнадцатого и пятнадцатого столетий», в которой «нет ни единой посредственной картины». Все их адмирал привёз из Италии, где он находился в годичном заграничном отпуске в связи с женитьбой на дочери английского консула в Ливорно. Его дочь писала в своих воспоминаниях:
Отец мой был большой знаток в живописи, и когда, ещё в 1784 году, был в Ливорно, в то время продавалось много галерей разорённых знатных фамилий. Он воспользовался сим случаем и составил себе собрание картин знаменитых живописцев, которые ему удобно было увезти на корабле.
Итальянские картины из собрания будущего графа Мордвинова частью сгорели в 1812 году в его московском особняке на Театральной площади, частью были проданы в 1820-е годах генералу Ломоносову. Пользуясь случаем, приобрёл себе большую коллекцию картин и его брат, Александр Семёнович Мордвинов, его собрание было позднее выставлено на продажу за долги.

## Сочинения
Немецкий историк экономической мысли Йоахим Цвайнерт называет Мордвинова самым значительным российским мыслителем-экономистом первой четверти XIX века. В брошюре «Некоторые соображения по предмету мануфактур в России и о тарифе» (1815) Мордвинов объяснял экономическую отсталость России чрезмерной специализацией на производстве сельскохозяйственной продукции и обосновал необходимость таможенной защиты новых отраслей, пока они не накопят опыта для соревнования с промышленностью передовых стран. Й. Цвайнерт утверждает:

Мордвинов впервые сформулировал обычно приписываемую Листу идею о том, что молодые отрасли промышленности развивающихся народных хозяйств нуждаются в таможенной защите, поскольку обрабатывающие промыслы индуцируют процессы обучения, имеющие решающее значение для экономического развития нации.
Мордвинов — автор многих служебных записок, в которых выступает за активную промышленную политику, обосновывает необходимость строительства железных дорог, первым в России заводит речь о введении подоходного налога. Частная собственность и законность представлялись ему фундаментом экономического процветания. Он утверждал, что «без собственности человек нерадив». По его мнению, «гражданское право не получает твердого основания, как с приобретением богатства, личной свободы и обеспечения личной собственности». Для разрешения возникающих частных споров собственников с государством, Мордвинов предлагал учредить третейские независимые суды. Он написал правила их создания. По его предложению, на юге России с 1802 года стали вводиться независимые коммерческие суды, но широких прав они не получили.
Проекты Мордвинова, направленные так или иначе на укрепление помещичьих хозяйств, предусматривали сохранение за дворянством господствующего положения в экономической жизни страны и выкуп крестьянами личной свободы без земли при огромной плате в 2000 рублей за каждого трудоспособного крестьянина. Такой подход не мог не импонировать либерально настроенной части дворянства. Творческое наследие адмирала составляет более 5000 страниц. Историк В. А. Бильбасов незадолго до смерти подготовил к печати и в 1901–1903 годах опубликовал 10 больших томов «Архива графов Мордвиновых», который по сей день представляет собой наиболее полный свод мордвиновского наследия.

## Общественное значение

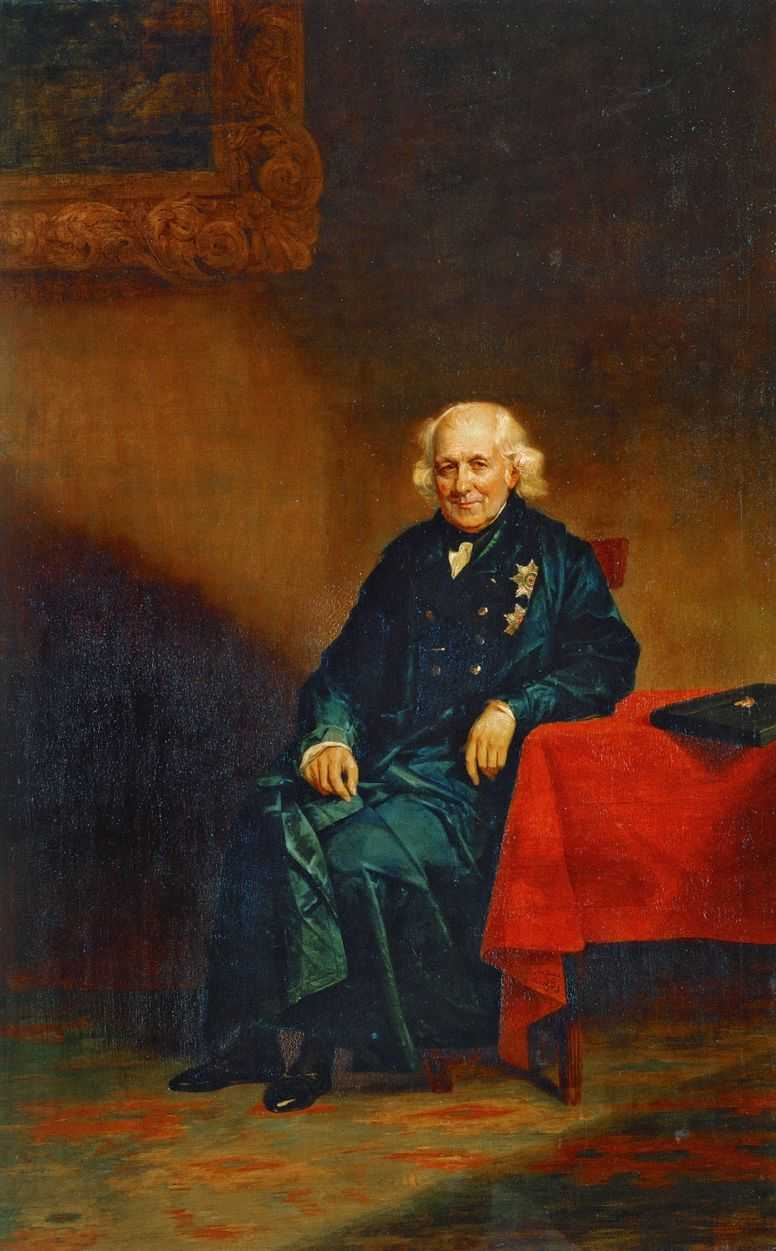
Адмирал Мордвинов на склоне лет

За исключением краткого периода могущества Сперанского, адмирал Мордвинов не пользовался большим доверием свыше и не успел приобрести действенного влияния на внутреннюю политику, хотя в правление Александра I почитался за наиболее энергичного и даровитого поборника идей политического либерализма в высших сферах. Пушкин писал ему в стихах:
Один, на рамена поднявши мощный труд,

Ты зорко бодрствуешь над царскою казною,

Вдовицы бедный лепт и дань сибирских руд

Равно священны пред тобою.
Мордвинов никогда не поступался независимостью своих взглядов и суждений ради честолюбия, всегда и всюду отстаивая законность. По собственному признанию, он говорил с императором Николаем I так же прямо, как и с его бабкой Екатериной. При столкновениях с многочисленными врагами он, не задумываясь, удалялся от дел, пока доверие следующего государя не призывало его вновь на службу.
Глубокий государственный ум графа Мордвинова, его энциклопедическая образованность, неподкупная честность, твёрдость и прямота его убеждений при жизни были высоко оценены современниками. Ещё Екатерина II говорила, что доклады Мордвинова «писаны золотым пером». Он обладал особым умением красноречиво и убедительно излагать свои мысли. Ему принадлежит «клич» русских либералов:

Дайте свободу мысли, рукам, всем душевным и телесным качествам человека; предоставьте всякому быть, чем его Бог сотворил, и не отнимайте, что кому природа особенно даровала!
Его «голоса и доклады» по вопросам постепенного освобождения крестьян, расширения прав сената, ужесточения ответственности министров и введения областного представительства («золотые слова», как выспренно выразился Шишков) переписывались и в десятках, даже сотнях копий ходили по рукам, причём не только в столицах, но и в провинции.

## Награды
- Орден Святой Анны 1-й степени (29.06.1788),
- Орден Святого Александра Невского (24.11.1792),
- Орден Святого Владимира 1-й степени (02.09.1793),
- Золотая медаль для служивших в земском ополчении (19.06.1808),
- Орден Святого Андрея Первозванного (12.12.1823),
- Бриллиантовые знаки к ордену Святого Андрея Первозванного (05.12.1829),
- Знак отличия беспорочной службы за L лет (22.08.1831).

## Семья
Суровый «Катон» в государственных делах, в частной жизни Мордвинов был образцовый семьянин, хлебосольный и гостеприимный хозяин, живой и увлекательный собеседник. Держась в стороне от придворной жизни и предпочитая свету домашний круг знакомых и друзей, он посвящал свободное время любимому занятию садоводством. «Когда Мордвинов получил за заслуги Байдарскую долину, ему дан был выбор, и он, конечно, выбрал самую лучшую местность, где великолепная растительность, воздух самый живительный и местоположение самое красивое: яйла освежает и оживляет эту местность», — свидетельствовала А. О. Смирнова.
Имел также значительные имения в районе Судака.

Описание встречается в труде Петра Симона Палласа «Наблюдения, сделанные во время путешествия по южным наместничествам Русского государства в 1793—1794 годах» 
Немного далее достигают деревни Эльбузлы; у ручья, там протекающего, и вблизи хороших источников, кроме татарской деревни, находятся ещё и русские поселения, устроенные с большими издержками владельцем поместья адмиралом Мордвиновым.
Жена, с 1784 года — Генриетта Александровна Коблей (Cobley; 1764—1843), дочь английского консула в Ливорно. «На сем лице начертаны благородство, откровенность и чистота», — написал на присланном ему портрете девицы Коблей знаменитый Лафатер. Во время стоянки русской эскадры в Ливорно мисс Коблей познакомилась случайно в Пизе с командиром одного из судов Мордвиновым и своими умом и красотой, уподобляемой им мадонне Сассоферрато, произвела на него глубокое впечатление.
Живого, общительного характера, любя общество и увеселения, Генриетта Мордвинова сумела обставить свою жизнь в незнакомой ей России как можно приятнее и удобнее, хотя почти не знала русского языка. Многочисленные её английские родственники, близкие и далёкие, годами гостили у неё в России и получали от неё выплаты; один из её братьев стал даже одесским градоначальником. Мордвиновы жили широко и открыто в кругу таких знакомых, как Сперанский и Шишков. На склоне жизни графиня Мордвинова «впала в маразм», похоронена по лютеранскому обряду при кирхе села Мартышкино, близ Ораниенбаума, в версте от приморской дачи Мордвиновых. Дети Мордвиновых:
- Софья (1786—1786)
- Николай (1787—1791)
- Надежда (1789—1882), фрейлина, замужем не была, автор «Воспоминаний» о своей семье, погребена в Александро-Невской лавре в Петербурге.
- Вера (1790—1834), с 1813 года жена сенатора А. А. Столыпина, двоюродная бабка премьер-министра.
- Наталья (1794—1882), с 1825 года жена тайного советника А. Н. Львова (1786—1849)
- Александр (1798—1858), известный художник, женат первым браком на А. А. Яковлевой, вторым — на графине А. П. Толстой.

## Образ в кино
- «Адмирал Ушаков», «Корабли штурмуют бастионы» (1953) — «Мордовцев» — актёр Николай Свободин
- «Союз спасения» (2019), «Союз спасения. Время гнева» (2022) — актёр Сергей Колтаков
- «Гардемарины 1787. Война» (2023) — актёр Роман Мадянов

## Поместья
- Мордвиновка — район в Ломоносове (Санкт-Петербург)
- Ближняя Мордвиновка — усадьба на Петергофской дороге, предшественница дачного посёлка Сосновая Поляна (Санкт-Петербург)
- Новониколаевка — усадьба в Байдарской долине, ныне в зоне затопления Чернореченского водохранилища.